# Христич, Филип
Филип Христич  (серб. Филип Христић; 27 марта 1819, Белград — 11 марта 1905, Ментона) — сербский государственный деятель, политик и дипломат.

## Карьера
Являлся председателем 17-го правительства Княжества Сербия, министром иностранных дел, министром образования, управляющим Национального банка, послом в Константинополе, Вене, Берлине и Лондоне, почётным членом Сербской академии наук и искусств.